# AEW Holiday Bash
AEW Holiday Bash es un especial de televisión anual de lucha libre profesional producido por All Elite Wrestling (AEW).El evento fue establecido por la empresa desde el 2020, como un episodio especial navideño del programa de televisión semanal insignia de la empresa, Dynamite y Rampage, El primero se transmitió como un episodio especial del programa de televisión semanal Dynamite, mientras que el segundo evento se amplió a dos noches, el primero se transmitió nuevamente como un episodio especial de Dynamite y la segunda parte se transmitió como un episodio especial de Rampage. A partir del 2023 el  evento se amplió a tres noches, con un episodio especial de Collision.

## Fechas y lugares
| Evento              | Fecha                        | Lugar                                      | Estadio                         | Evento principal                                                                              |
| ------------------- | ---------------------------- | ------------------------------------------ | ------------------------------- | --------------------------------------------------------------------------------------------- |
| Holiday Bash (2020) | 23 de diciembre de 2020      | Jacksonville, Florida                      | Daily`s Place                   | The Young Bucks (Matt Jackson & Nick Jackson) vs. The Acclaimed (Anthony Bowens & Max Caster) |
| Holiday Bash (2021) | 22 de diciembre de 2021      | Greensboro, North Carolina                 | Greensboro Colliseum            | Sting, CM Punk, & Darby Allin vs. The Pinnacle (MJF and FTR (Cash Wheeler & Dax Harwood))     |
| Holiday Bash (2022) | 21 de diciembre de 2022      | San Antonio, Texas                         | Freeman Coliseum                | Jamie Hayter vs. Hikaru Shida                                                                 |
| Holiday Bash (2023) | 20 y 23 de diciembre de 2023 | Oklahoma City, Oklahoma San Antonio, Texas | Paycom Center Frost Bank Center | Jon Moxley vs. Jay White Eddie Kingston vs. Andrade El Ídolo                                  |
| Holiday Bash (2024) | 18 de diciembre de 2024      | Washington D. C.                           | Entertainment & Sport Arena     |                                                                                               |

## Producción
El 17 de diciembre de 2020, All Elite Wrestling (AEW) anunció que el episodio del 23 de diciembre de su programa de televisión insignia, Dynamite, sería un episodio especial titulado Holiday Bash. El especial navideño fue grabado el 17 de diciembre en Daily's Place en Jacksonville, Florida debido a la pandemia de COVID-19 en curso.
AEW reanudó las giras en vivo en julio de 2021. El 7 de diciembre de ese año, el presidente de AEW Tony Khan confirmó que Holiday Bash regresaría como un evento de dos partes. La primera parte se transmitió en vivo el 22 de diciembre para "Dynamite", mientras que la segunda parte se transmitió en cinta con retraso el Día de Navidad como un episodio especial de Rampage. El evento tuvo lugar en el Greensboro Colliseum en Greensboro, Carolina del Norte. Si bien Rampage generalmente se transmite los viernes, para el especial Holiday Bash, se retrasó hasta el sábado por la noche debido a la tradicional presentación maratónica de Nochebuena de TNT de A Christmas Story.